# Yorckscher Marsch

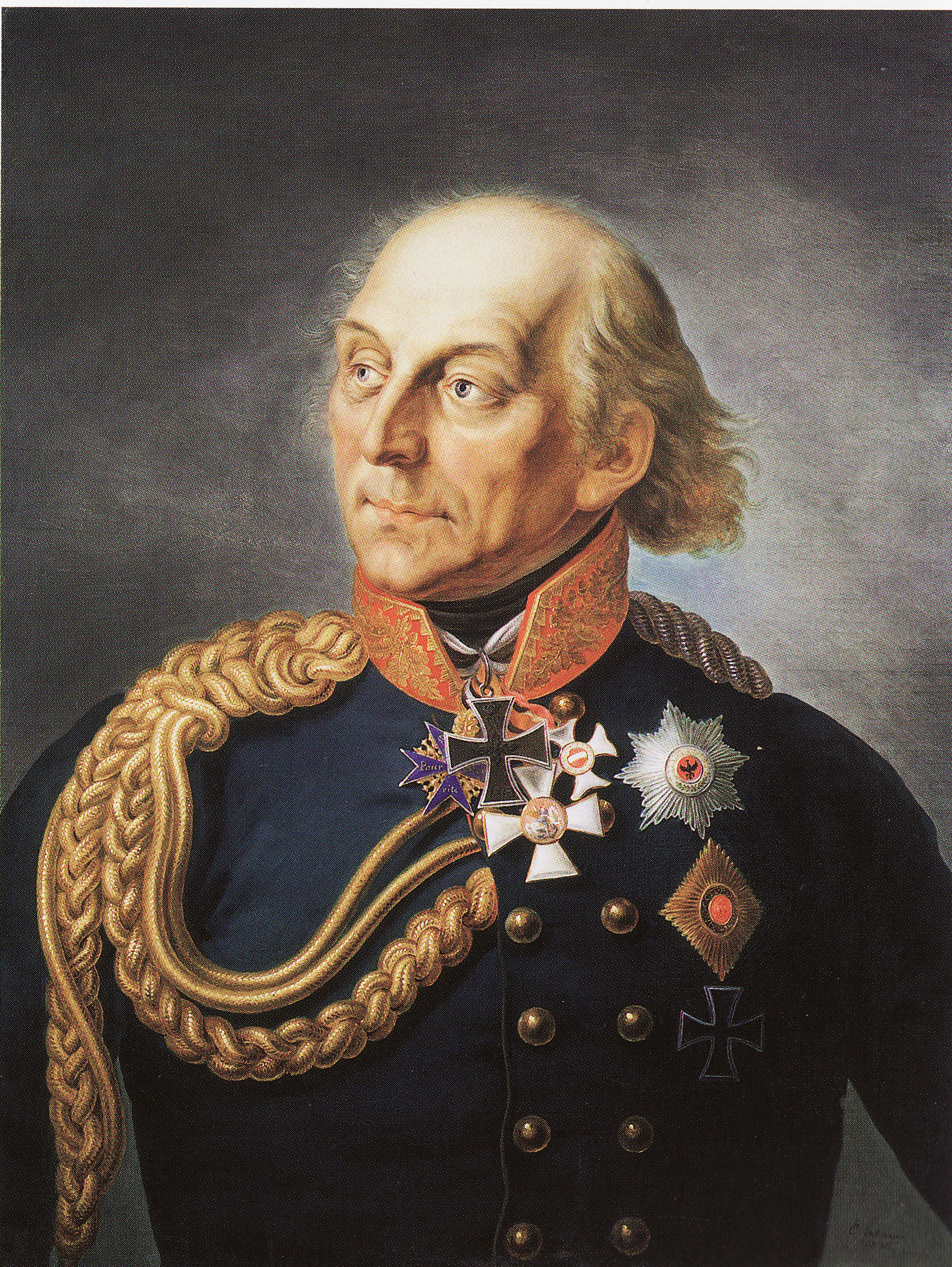
Ludwig Yorck von Wartenburg

Beginn des Yorckschen Marsches von Ludwig van Beethoven

Der Marsch Nr. 1 in F-Dur (WoO 18) von Ludwig van Beethoven, bekannt als Yorckscher Marsch oder Marsch des Yorckschen Korps (Armeemarsch II, 103; Armeemarsch II, 37; Heeresmarsch II, 5), ist einer der berühmtesten deutschen Militärmärsche. 1813 wurde der Marsch zu Ehren des preußischen Generals Ludwig Yorck von Wartenburg benannt.

## Geschichte
Ludwig van Beethoven komponierte das Stück 1809 als „Marsch für den Erzherzog Anton“ und benannte es im gleichen Jahr in „Marcia No. 1 für die böhmische Landwehr“ um. Als erster Marsch der Zwei Märsche für Militärmusik war es in vereinfachter Form für ein Karussell am 28. August 1810 im Schlossgarten Laxenburg zu Ehren der Erzherzogin Marie-Louise von Österreich vorgesehen.
1813 wurde der Marsch zu Ehren des preußischen Generals Ludwig Yorck von Wartenburg benannt, der ein Jahr zuvor ohne Erlaubnis von König Friedrich Wilhelm III. die Konvention von Tauroggen unterzeichnet hatte. Dieser Akt gilt als Beginn der Befreiungskriege der deutschen Staaten gegen Napoleon. Im Berliner Verlag Schlesinger erschien die Partitur 1817 in der Sammlung von Geschwindmärschen für die preussische Armee als No. 37 mit dem Titel York’schen Corps. 1813.
Da die preußischen Traditionen seit jeher eine wichtige Rolle in den deutschen Streitkräften spielen, war und ist der Yorcksche Marsch einer der bedeutendsten Militärmärsche in Deutschland. So ist er beispielsweise Truppenmarsch des Kommandos Spezialkräfte, des Logistikkommandos der Bundeswehr und der Flugbereitschaft des Bundesministeriums der Verteidigung sowie vorgeschriebener Einzugsmarsch des Großen Zapfenstreichs, des höchsten militärischen Zeremoniells der Bundeswehr.
In Preußen war der Yorcksche Marsch offizieller Parademarsch des 1. Garde-Regiments zu Fuß bei Marsch in Zügen. Außerdem diente er als Ehrenmarsch der Nationalen Volksarmee und Erkennungsmelodie des Deutschen Soldatensenders in der DDR. Auch im Ausland wird er gerne gespielt.